# Yandi
Cette page contient des caractères spéciaux ou non latins. S’ils s’affichent mal (▯, ?, etc.), consultez la page d’aide Unicode.
Yandi （chinois : 炎帝 ; pinyin : yándì ; littéralement « empereur enflammé ») parfois également appelé Chidi (chinois : 赤帝, pinyin : chìdì ; littéralement « empereur rouge ») est un souverain mythique de l’antiquité chinoise. Il est considéré avec Huangdi (son allié ou frère selon les versions) comme l’ancêtre des Huaxia (華夏) en qui se reconnaissent les Chinois Han. Il est souvent identifié avec Shennong, ou considéré comme un de ses descendants. Une opinion moins répandue voit en lui Zhurong, dieu du feu, du fait de son nom (yan, “incendie”). Le Liji en fait l’un des Cinq empereurs. Wang Yi (chinois : 王逸) des Han orientaux, s’appuyant sur la théorie des Cinq éléments, lui attribue le rôle d’empereur du Sud lié au feu et à la couleur rouge (Huangdi est l’empereur du Centre, lié à la terre et à la couleur jaune). Assimilé à Shennong, il est l’un des Trois augustes. 

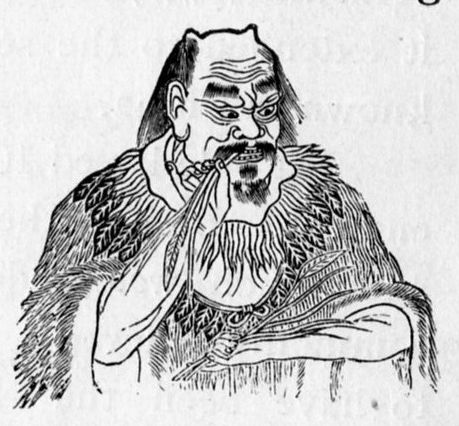
Dessin de 1914.

## Biographie
On lui attribue le nom de famille Jiang (chinois : 姜) et le nom de clan Shennong, d’où la fusion des deux personnages, ou l’hypothèse qu’il serait descendant de Shennong. Certains l’associent au clan Lieshan (chinois : 烈山) ou Gonggong. 
Il serait fils de Shaodian (en)(chinois : 少典) comme Huangdi. Sa mère, Fangdeng (chinois : 方登) ou Rensi (chinois : 任姒) du clan Youjiao (chinois : 有蟜), le conçut en apercevant un dragon dans le ciel alors qu’elle traversait une montagne dans le pays de Shu. Il s’agirait du mont Changyang (chinois : 常羊) près de Baoji au Shaanxi. Devenu empereur, il installa sa capitale à Chen puis à Lu. Souverain civilisateur à qui l'on prête en particulier les inventions de son double Shennong (agriculture, phytothérapie), il serait mort après 120 ans de règne. Deux endroits se vantent d’être le site de sa tombe : Baoji et le mont Lieshan (chinois : 烈山) au Hunan.

## Ancêtre ethnique

### Hans
Les Hans se considèrent comme descendants de Yandi et Huangdi (1). Les textes anciens mentionnent des batailles de Yandi contre - ou aux côtés de - Xuanyuan (Huangdi), et contre Chiyou (2). Une interprétation proposée par les historiens chinois modernes fait de Yandi un chef Xirong (3), terme général désignant les populations vivant aux confins ouest, dont le peuple était en cours de migration vers l’est depuis le Gansu. Ils auraient été repoussés par Chiyou, ancêtre des Miaos et chef des Jiuli (4) installés au Henan et au Shaanxi. Ils auraient ensuite dû affronter Huangdi et ses clans à Panquan (5). Vaincues, les tribus de Yandi auraient conclu une alliance avec celles de Huangdi, avant de battre ensemble Chiyou à Zhuolu (6). Le bourg de Panquan près de Pékin et celui de Zhuolu au Hebei ont été proposés comme sites des batailles, sans qu’il soit possible de le confirmer.
(1) 炎黃子孫 (2) 蚩尤 (3) 西戎 (4) 九黎 (5) 阪泉 (6) 涿鹿

### Autres
Les Miaos du Hubei, du Hunan et du Guizhou se réclament parfois aussi de Shennong, donc de Yandi. On montre au mont Lieshan sur le territoire de la commune de Lishan (1), Hubei, les lieux où il aurait exercé la médecine et la pharmacie. He Guangyue (2), historien et président de l’Association hunanaise de recherches sur la culture Yan-Huang (3) prétend que le tumulus attribué à Yandi appartiendrait en fait à Yuwang (4), descendant de l’Empereur Rouge fixé dans le sud. Quoi qu’il en soit, le site est officiellement reconnu comme tombe de Yandi depuis avril 1994.
Yandi est parfois aussi considéré comme un ancêtre des Qiangs.
Selon la généalogie traditionnelle, de nombreux noms de famille se rattacheraient à ceux de Huangdi et Yandi, respectivement Ji (5) et Jiang (6). Certaines sources les expliquent par leur lieu de naissance près des rivières Ji et Jiang. D’autres pensent que le nom de Yandi évoque sa parenté avec les Qiangs (7), appellation proche de Jiang par sa prononciation et sa graphie. 
(1) 厲山鎮 (2)  何光岳 (3) 湖南省炎黃文化研究會會長 (4) 榆罔 (5) 姬 (6) 姜 (7) 羌

## La fille de Yandi
Un passage du Livre des monts et des mers, encyclopédie géographique ou recueil de mythes des Royaumes combattants mentionnant Nüwa (1), fille de Yandi, a inspiré la légende de l’oiseau jingwei. 
(1) 女娃